# 会見町
会見町（あいみちょう）は、かつて鳥取県の西部にあった町である。西伯郡に属した。
2004年（平成16年）10月1日に合併により南部町となり、旧会見町役場は南部町役場天萬庁舎となっている。

## 歴史
- 1955年（昭和30年）4月25日 - 賀野村・手間村が合併して会見町が発足。
- 2004年（平成16年）10月1日 - 西伯町と合併して南部町が発足[1]。同日会見町廃止。

## 地域

### 教育
- 会見町立会見小学校
- 会見町立会見第二小学校
- 会見町立南部中学校

現在は各校とも南部町立

## 交通

### 鉄道路線
- 町内を通る鉄道路線はない。
最寄駅：伯備線 伯耆溝口駅・岸本駅

### 道路
- 町内を通る高速道路、一般国道はない。
- 町内を通る県道:
  - 鳥取県道・島根県道1号溝口伯太線
  - 鳥取県道160号福頼市山伯耆大山停車場線
  - 鳥取県道316号米子岸本線

## 名所・旧跡・観光スポット・祭事・催事
- とっとり花回廊